# Saison 2023 de l'ATP
Cet article traite de la saison 2023 de tennis masculin. Pour la saison féminine, voir Saison 2023 de la WTA.
Pour des articles plus généraux, voir 2023 en tennis et ATP Tour.
Vainqueurs des tournois majeurs
Cet article rassemble les résultats des tournois de tennis masculin de la saison 2023. Celle-ci est constituée de 66 tournois individuels et 2 compétitions par équipes répartis en plusieurs catégories :
- 63 organisés par l'ATP : 
  - l'United Cup (compétition mixte par équipes organisée conjointement avec la WTA) ;
  - les Masters 1000, au nombre de 9 ;
  - les ATP 500, au nombre de 13 ;
  - les ATP 250, au nombre de 38 ;
  - les ATP Finals qui réunissent les huit meilleurs joueurs et paires au classement ATP Race en fin de saison ;
  - les Next Generation ATP Finals qui réunissent les huit meilleurs joueurs de moins de 21 ans au classement ATP Race en fin de saison ;
- 5 organisés par l'ITF :
  - les 4 tournois du Grand Chelem ;
  - la Coupe Davis (compétition par équipes).

La Hopman Cup est une compétition mixte (par équipes), elle est organisée par l'ITF.
Carlos Alcaraz, Marin Čilić, Novak Djokovic, Daniil Medvedev, Andy Murray, Rafael Nadal, Dominic Thiem et Stanislas Wawrinka sont les joueurs en activité qui ont remporté au moins un tournoi du Grand Chelem en simple.

## Faits marquants
- À la suite de la guerre de Gaza depuis 2023, le tournoi de Tel Aviv est annulé puis relocalisé à Sofia[1].

## Nouveautés
Les tournois ATP Masters 1000 de Madrid, Rome et Shanghai changent de format avec un tableau à 96 joueurs et se dérouleront désormais sur 12 jours, comme le font déjà les tournois d'Indian Wells et de Miami. Les tournois de Montréal / Toronto et de Cincinnati adopteront également ce format à partir de la saison 2025.

## Classements

### Évolution du top 10
| Rang | Nom                   | Points |
| ---- | --------------------- | ------ |
| 1    | Carlos Alcaraz        | 6 820  |
| 2    | Rafael Nadal          | 6 020  |
| 3    | Casper Ruud           | 5 820  |
| 4    | Stéfanos Tsitsipás    | 5 550  |
| 5    | Novak Djokovic        | 4 820  |
| 6    | Félix Auger-Aliassime | 4 195  |
| 7    | Daniil Medvedev       | 4 065  |
| 8    | Andrey Rublev         | 3 930  |
| 9    | Taylor Fritz          | 3 355  |
| 10   | Hubert Hurkacz        | 2 905  |

| Rang | Nom               | Points |
| ---- | ----------------- | ------ |
| 1    | Wesley Koolhof    | 7 850  |
| 1    | Neal Skupski      | 7 850  |
| 3    | Rajeev Ram        | 7 480  |
| 4    | Joe Salisbury     | 7 390  |
| 5    | Mate Pavić        | 5 325  |
| 6    | Marcelo Arévalo   | 5 230  |
| 6    | Jean-Julien Rojer | 5 230  |
| 8    | Nikola Mektić     | 5 120  |
| 9    | Ivan Dodig        | 4 210  |
| 10   | Austin Krajicek   | 4 205  |

| Rang | Nom                | Points |
| ---- | ------------------ | ------ |
| 1    | Novak Djokovic     | 11 245 |
| 2    | Carlos Alcaraz     | 8 855  |
| 3    | Daniil Medvedev    | 7 600  |
| 4    | Jannik Sinner      | 6 490  |
| 5    | Andrey Rublev      | 4 805  |
| 6    | Stéfanos Tsitsipás | 4 235  |
| 7    | Alexander Zverev   | 3 985  |
| 8    | Holger Rune        | 3 660  |
| 9    | Hubert Hurkacz     | 3 245  |
| 10   | Taylor Fritz       | 3 100  |

| Rang | Nom               | Points |
| ---- | ----------------- | ------ |
| 1    | Austin Krajicek   | 7 130  |
| 2    | Ivan Dodig        | 6 620  |
| 3    | Rohan Bopanna     | 6 390  |
| 4    | Matthew Ebden     | 6 390  |
| 5    | Horacio Zeballos  | 6 307  |
| 6    | Rajeev Ram        | 6 290  |
| 7    | Joe Salisbury     | 6 290  |
| 8    | Wesley Koolhof    | 6 170  |
| 9    | Neal Skupski      | 6 170  |
| 10   | Marcel Granollers | 6 127  |

### Statistiques du top 20
| Classement fin 2023 | Joueur             | Pays        | Points | Tournois joués | Classement fin 2022 | + élevé en 2023 | - élevé en 2023 | Évolution 2022-2023 |
| ------------------- | ------------------ | ----------- | ------ | -------------- | ------------------- | --------------- | --------------- | ------------------- |
| 1                   | Novak Djokovic     | Serbie      | 11 245 | 12             | 5                   | 1               | 5               | 4                   |
| 2                   | Carlos Alcaraz     | Espagne     | 8 855  | 17             | 1                   | 1               | 2               | 1                   |
| 3                   | Daniil Medvedev    | Russie      | 7 600  | 22             | 7                   | 2               | 12              | 4                   |
| 4                   | Jannik Sinner      | Italie      | 6 490  | 21             | 15                  | 4               | 17              | 11                  |
| 5                   | Andrey Rublev      | Russie      | 4 805  | 25             | 8                   | 5               | 8               | 3                   |
| 6                   | Stéfanos Tsitsipás | Grèce       | 4 235  | 24             | 4                   | 3               | 7               | 2                   |
| 7                   | Alexander Zverev   | Allemagne   | 3 985  | 27             | 12                  | 7               | 27              | 5                   |
| 8                   | Holger Rune        | Danemark    | 3 660  | 23             | 11                  | 4               | 10              | 3                   |
| 9                   | Hubert Hurkacz     | Pologne     | 3 245  | 24             | 10                  | 9               | 20              | 1                   |
| 10                  | Taylor Fritz       | États-Unis  | 3 100  | 26             | 9                   | 5               | 10              | 1                   |
| 11                  | Casper Ruud        | Norvège     | 2 825  | 24             | 3                   | 3               | 11              | 8                   |
| 12                  | Alex de Minaur     | Australie   | 2 740  | 25             | 24                  | 11              | 25              | 12                  |
| 13                  | Tommy Paul         | États-Unis  | 2 665  | 26             | 32                  | 12              | 35              | 13                  |
| 14                  | Grigor Dimitrov    | Bulgarie    | 2 570  | 22             | 28                  | 14              | 33              | 14                  |
| 15                  | Karen Khachanov    | Russie      | 2 520  | 19             | 20                  | 10              | 20              | 5                   |
| 16                  | Frances Tiafoe     | États-Unis  | 2 310  | 21             | 19                  | 10              | 19              | 3                   |
| 17                  | Ben Shelton        | États-Unis  | 2 145  | 27             | 97                  | 15              | 96              | 80                  |
| 18                  | Cameron Norrie     | Royaume-Uni | 1 940  | 24             | 14                  | 11              | 18              | 4                   |
| 19                  | Nicolás Jarry      | Chili       | 1 810  | 23             | 153                 | 19              | 155             | 134                 |
| 20                  | Ugo Humbert        | France      | 1 765  | 29             | 86                  | 20              | 108             | 66                  |

### Gains en tournois
| #  | Joueur             | Simple       | Double    | Total        |
| -- | ------------------ | ------------ | --------- | ------------ |
| 1  | Novak Djokovic     | 15 936 097 $ | 15 947 $  | 15 952 044 $ |
| 2  | Carlos Alcaraz     | 10 753 431 $ | 0 $       | 10 753 431 $ |
| 3  | Daniil Medvedev    | 9 239 679 $  | 0 $       | 9 239 679 $  |
| 4  | Jannik Sinner      | 8 298 379 $  | 51 013 $  | 8 349 392 $  |
| 5  | Andrey Rublev      | 5 120 571 $  | 368 363 $ | 5 488 934 $  |
| 6  | Alexander Zverev   | 4 820 664 $  | 104 438 $ | 4 925 102 $  |
| 7  | Stéfanos Tsitsipás | 4 700 015 $  | 152 251 $ | 4 852 266 $  |
| 8  | Holger Rune        | 4 141 419 $  | 22 511 $  | 4 163 930 $  |
| 9  | Hubert Hurkacz     | 3 805 176 $  | 98 249 $  | 3 903 425 $  |
| 10 | Taylor Fritz       | 3 380 455 $  | 95 648 $  | 3 476 103 $  |

## Palmarès
| Grand Chelem     |
| ATP Finals       |
| ATP Masters 1000 |
| ATP 500          |
| ATP 250          |

### Simple
| No | Date       | Nom et lieu du tournoi                                        | Catégorie       | Dotation       | Surface      | Vainqueur               | Finaliste               | Score                     |         |
| -- | ---------- | ------------------------------------------------------------- | --------------- | -------------- | ------------ | ----------------------- | ----------------------- | ------------------------- | ------- |
| 1  | 01/01/2023 | Adelaide International 1, Adélaïde                            | ATP 250         | 642 735 $      | Dur (ext.)   | Novak Djokovic          | Sebastian Korda         | 68-7, 7-63, 6-4           | Tableau |
| 2  | 02/01/2023 | Tata Open Maharashtra, Pune                                   | ATP 250         | 713 495 $      | Dur (ext.)   | Tallon Griekspoor       | Benjamin Bonzi          | 4-6, 7-5, 6-3             | Tableau |
| 3  | 09/01/2023 | Adelaide International 2, Adélaïde                            | ATP 250         | 642 735 $      | Dur (ext.)   | Kwon Soon-woo           | Roberto Bautista-Agut   | 6-4, 3-6, 7-64            | Tableau |
| 4  | 09/01/2023 | ASB Classic, Auckland                                         | ATP 250         | 642 735 $      | Dur (ext.)   | Richard Gasquet         | Cameron Norrie          | 4-6, 6-4, 6-4             | Tableau |
| 5  | 16/01/2023 | Australian Open, Melbourne                                    | G. Chelem       | 34 848 000 AU$ | Dur (ext.)   | Novak Djokovic          | Stéfanos Tsitsipás      | 6-3, 7-64, 7-65           | Tableau |
| 6  | 06/02/2023 | Open Sud de France-Montpellier, Montpellier                   | ATP 250         | 562 815 €      | Dur (int.)   | Jannik Sinner           | Maxime Cressy           | 7-63, 6-3                 | Tableau |
| 7  | 06/02/2023 | Córdoba Open, Córdoba                                         | ATP 250         | 642 735 $      | Terre (ext.) | Sebastián Báez          | Federico Coria          | 6-1, 3-6, 6-3             | Tableau |
| 8  | 06/02/2023 | Dallas Open, Dallas                                           | ATP 250         | 737 170 $      | Dur (int.)   | Wu Yibing               | John Isner              | 64-7, 7-63, 7-612         | Tableau |
| 9  | 13/02/2023 | ABN AMRO Open, Rotterdam                                      | ATP 500         | 2 074 505 €    | Dur (int.)   | Daniil Medvedev         | Jannik Sinner           | 5-7, 6-2, 6-2             | Tableau |
| 10 | 13/02/2023 | Argentina Open, Buenos Aires                                  | ATP 250         | 626 595 $      | Terre (ext.) | Carlos Alcaraz          | Cameron Norrie          | 6-3, 7-5                  | Tableau |
| 11 | 13/02/2023 | Delray Beach Open, Delray Beach                               | ATP 250         | 642 735 $      | Dur (ext.)   | Taylor Fritz            | Miomir Kecmanović       | 6-0, 5-7, 6-2             | Tableau |
| 12 | 20/02/2023 | Rio Open presented by Claro, Rio de Janeiro                   | ATP 500         | 2 013 940 $    | Terre (ext.) | Cameron Norrie          | Carlos Alcaraz          | 5-7, 6-4, 7-5             | Tableau |
| 13 | 20/02/2023 | Open 13 Provence, Marseille                                   | ATP 250         | 707 510 €      | Dur (int.)   | Hubert Hurkacz          | Benjamin Bonzi          | 6-3, 7-64                 | Tableau |
| 14 | 20/02/2023 | Qatar Exxonmobil Open, Doha                                   | ATP 250         | 1 377 025 $    | Dur (ext.)   | Daniil Medvedev         | Andy Murray             | 6-4, 6-4                  | Tableau |
| 15 | 27/02/2023 | Abierto Mexicano Telcel presentado por HSBC, Acapulco         | ATP 500         | 2 013 940 $    | Dur (ext.)   | Alex de Minaur          | Tommy Paul              | 3-6, 6-4, 6-1             | Tableau |
| 16 | 27/02/2023 | Dubaï Duty Free Tennis Championships, Dubaï                   | ATP 500         | 2 855 495 $    | Dur (ext.)   | Daniil Medvedev         | Andrey Rublev           | 6-2, 6-2                  | Tableau |
| 17 | 27/02/2023 | Movistar Chile Open, Santiago                                 | ATP 250         | 642 735 $      | Terre (ext.) | Nicolás Jarry           | Tomás Martín Etcheverry | 65-7, 7-65, 6-2           | Tableau |
| 18 | 08/03/2023 | BNP Paribas Open, Indian Wells                                | Masters 1000    | 8 800 000 $    | Dur (ext.)   | Carlos Alcaraz          | Daniil Medvedev         | 6-3, 6-2                  | Tableau |
| 19 | 22/03/2023 | Miami Open presented by Itaú, Miami                           | Masters 1000    | 8 800 000 $    | Dur (ext.)   | Daniil Medvedev         | Jannik Sinner           | 7-5, 6-3                  | Tableau |
| 20 | 03/04/2023 | Fayez Sarofim & Co. US Men's Clay Court Championship, Houston | ATP 250         | 642 735 $      | Terre (ext.) | Frances Tiafoe          | Tomás Martín Etcheverry | 7-61, 7-66                | Tableau |
| 21 | 03/04/2023 | Grand Prix Hassan II, Marrakech                               | ATP 250         | 562 815 €      | Terre (ext.) | Roberto Carballés Baena | Alexandre Müller        | 4-6, 7-63, 6-2            | Tableau |
| 22 | 03/04/2023 | Millenium Estoril Open, Estoril                               | ATP 250         | 562 815 €      | Terre (ext.) | Casper Ruud             | Miomir Kecmanović       | 6-2, 7-63                 | Tableau |
| 23 | 09/04/2023 | Rolex Monte-Carlo Masters, Monte-Carlo                        | Masters 1000    | 5 779 335 €    | Terre (ext.) | Andrey Rublev           | Holger Rune             | 5-7, 6-2, 7-5             | Tableau |
| 24 | 17/04/2023 | Barcelona Open Banc Sabadell, Barcelone                       | ATP 500         | 2 722 480 €    | Terre (ext.) | Carlos Alcaraz          | Stéfanos Tsitsipás      | 6-3, 6-4                  | Tableau |
| 25 | 17/04/2023 | Srpska Open, Banja Luka                                       | ATP 250         | 562 815 €      | Terre (ext.) | Dušan Lajović           | Andrey Rublev           | 6-3, 4-6, 6-4             | Tableau |
| 26 | 17/04/2023 | BMW Open by American Express, Munich                          | ATP 250         | 562 815 €      | Terre (ext.) | Holger Rune             | Botic van de Zandschulp | 6-4, 1-6, 7-63            | Tableau |
| 27 | 26/04/2023 | Mutua Madrid Open, Madrid                                     | Masters 1000    | 7 705 780 €    | Terre (ext.) | Carlos Alcaraz          | Jan-Lennard Struff      | 6-4, 3-6, 6-3             | Tableau |
| 28 | 10/05/2023 | Internazionali BNL d'Italia, Rome                             | Masters 1000    | 7 705 780 €    | Terre (ext.) | Daniil Medvedev         | Holger Rune             | 7-5, 7-5                  | Tableau |
| 29 | 21/05/2023 | Gonet Geneva Open, Genève                                     | ATP 250         | 562 815 €      | Terre (ext.) | Nicolás Jarry           | Grigor Dimitrov         | 7-61, 6-1                 | Tableau |
| 30 | 21/05/2023 | Open Parc Auvergne-Rhône-Alpes Lyon, Lyon                     | ATP 250         | 562 815 €      | Terre (ext.) | Arthur Fils             | Francisco Cerúndolo     | 6-3, 7-5                  | Tableau |
| 31 | 28/05/2023 | Roland-Garros, Paris                                          | G. Chelem       | 23 115 000 €   | Terre (ext.) | Novak Djokovic          | Casper Ruud             | 7-61, 6-3, 7-5            | Tableau |
| 32 | 12/06/2023 | Libema Open, Bois-le-Duc                                      | ATP 250         | 673 630 €      | Gazon (ext.) | Tallon Griekspoor       | Jordan Thompson         | 64-7, 7-63, 6-3           | Tableau |
| 33 | 12/06/2023 | BOSS Open, Stuttgart                                          | ATP 250         | 718 410 €      | Gazon (ext.) | Frances Tiafoe          | Jan-Lennard Struff      | 4-6, 7-61, 7-68           | Tableau |
| 34 | 19/06/2023 | Terra Wortmann Open, Halle                                    | ATP 500         | 2 195 175 €    | Gazon (ext.) | Alexander Bublik        | Andrey Rublev           | 6-3, 3-6, 6-3             | Tableau |
| 35 | 19/06/2023 | Cinch Championships, Londres                                  | ATP 500         | 2 195 175 €    | Gazon (ext.) | Carlos Alcaraz          | Alex de Minaur          | 6-4, 6-4                  | Tableau |
| 36 | 25/06/2023 | Mallorca Championships, Majorque                              | ATP 250         | 915 630 €      | Gazon (ext.) | Christopher Eubanks     | Adrian Mannarino        | 6-1, 6-4                  | Tableau |
| 37 | 25/06/2023 | Rothesay International, Eastbourne                            | ATP 250         | 723 655 €      | Gazon (ext.) | Francisco Cerúndolo     | Tommy Paul              | 6-4, 1-6, 6-4             | Tableau |
| 38 | 03/07/2023 | The Championships, Wimbledon                                  | G. Chelem       | 20 747 000 £   | Gazon (ext.) | Carlos Alcaraz          | Novak Djokovic          | 1-6, 7-66, 6-1, 3-6, 6-4  | Tableau |
| 39 | 17/07/2023 | Nordea Open, Båstad                                           | ATP 250         | 562 815 €      | Terre (ext.) | Andrey Rublev           | Casper Ruud             | 7-63, 6-0                 | Tableau |
| 40 | 17/07/2023 | Infosys Hall of Fame Open, Newport                            | ATP 250         | 642 735 $      | Gazon (ext.) | Adrian Mannarino        | Alex Michelsen          | 6-2, 6-4                  | Tableau |
| 41 | 17/07/2023 | EFG Swiss Open Gstaad, Gstaad                                 | ATP 250         | 562 815 €      | Terre (ext.) | Pedro Cachín            | Albert Ramos-Viñolas    | 3-6, 6-0, 7-5             | Tableau |
| 42 | 24/07/2023 | Hamburg European Open, Hambourg                               | ATP 500         | 1 831 515 €    | Terre (ext.) | Alexander Zverev        | Laslo Djere             | 7-5, 6-3                  | Tableau |
| 43 | 24/07/2023 | Plava Laguna Croatia Open Umag, Umag                          | ATP 250         | 562 815 €      | Terre (ext.) | Alexei Popyrin          | Stanislas Wawrinka      | 65-7, 6-3, 6-4            | Tableau |
| 44 | 24/07/2023 | Atlanta Open, Atlanta                                         | ATP 250         | 737 170 $      | Dur (ext.)   | Taylor Fritz            | Aleksandar Vukic        | 7-5, 65-7, 6-4            | Tableau |
| 45 | 31/07/2023 | Mubadala Citi DC Open, Washington D.C.                        | ATP 500         | 2 013 940 $    | Dur (ext.)   | Daniel Evans            | Tallon Griekspoor       | 7-5, 6-3                  | Tableau |
| 46 | 31/07/2023 | Generali Open, Kitzbühel                                      | ATP 250         | 562 815 €      | Terre (ext.) | Sebastián Báez          | Dominic Thiem           | 6-3, 6-1                  | Tableau |
| 47 | 31/07/2023 | Mifel Tennis Open by Telcel Oppo, Cabo San Lucas              | ATP 250         | 852 480 $      | Dur (ext.)   | Stéfanos Tsitsipás      | Alex de Minaur          | 6-3, 6-4                  | Tableau |
| 48 | 07/08/2023 | National Bank Open presented by Rogers, Toronto               | Masters 1000    | 6 600 000 $    | Dur (ext.)   | Jannik Sinner           | Alex de Minaur          | 6-4, 6-1                  | Tableau |
| 49 | 13/08/2023 | Western & Southern Open, Cincinnati                           | Masters 1000    | 6 600 000 $    | Dur (ext.)   | Novak Djokovic          | Carlos Alcaraz          | 5-7, 7-67, 7-64           | Tableau |
| 50 | 20/08/2023 | Winston-Salem Open, Winston-Salem                             | ATP 250         | 760 930 $      | Dur (ext.)   | Sebastián Báez          | Jiří Lehečka            | 6-4, 6-3                  | Tableau |
| 51 | 28/08/2023 | US Open, Flushing Meadows                                     | G. Chelem       | 29 148 800 $   | Dur (ext.)   | Novak Djokovic          | Daniil Medvedev         | 6-3, 7-65, 6-3            | Tableau |
| 52 | 20/09/2023 | Chengdu Open, Chengdu                                         | ATP 250         | 1 152 805 $    | Dur (ext.)   | Alexander Zverev        | Roman Safiullin         | 62-7, 7-65, 6-3           | Tableau |
| 53 | 20/09/2023 | Zhuhai Championships, Zhuhai                                  | ATP 250         | 981 785 $      | Dur (ext.)   | Karen Khachanov         | Yoshihito Nishioka      | 7-62, 6-1                 | Tableau |
| 54 | 27/09/2023 | Astana Open, Astana                                           | ATP 250         | 1 017 850 $    | Dur (int.)   | Adrian Mannarino        | Sebastian Korda         | 4-6, 6-3, 6-2             | Tableau |
| 55 | 28/09/2023 | China Open, Pékin                                             | ATP 500         | 3 633 875 $    | Dur (ext.)   | Jannik Sinner           | Daniil Medvedev         | 7-62, 7-62                | Tableau |
| 56 | 04/10/2023 | Rolex Shanghai Masters, Shanghai                              | Masters 1000    | 8 800 000 $    | Dur (ext.)   | Hubert Hurkacz          | Andrey Rublev           | 6-3, 3-6, 7-68            | Tableau |
| 57 | 16/10/2023 | Kinoshita Group Japan Open Tennis Championships, Tokyo        | ATP 500         | 2 013 940 $    | Dur (ext.)   | Ben Shelton             | Aslan Karatsev          | 7-5, 6-1                  | Tableau |
| 58 | 16/10/2023 | European Open, Anvers                                         | ATP 250         | 673 630 €      | Dur (int.)   | Alexander Bublik        | Arthur Fils             | 6-4, 6-4                  | Tableau |
| 59 | 16/10/2023 | BNP Paribas Nordic Open, Stockholm                            | ATP 250         | 673 630 €      | Dur (int.)   | Gaël Monfils            | Pavel Kotov             | 4-6, 7-66, 6-3            | Tableau |
| 60 | 23/10/2023 | Swiss Indoors Basel, Bâle                                     | ATP 500         | 2 196 000 €    | Dur (int.)   | Félix Auger-Aliassime   | Hubert Hurkacz          | 7-63, 7-65                | Tableau |
| 61 | 23/10/2023 | Erste Bank Open, Vienne                                       | ATP 500         | 2 409 835 €    | Dur (int.)   | Jannik Sinner           | Daniil Medvedev         | 7-67, 4-6, 6-3            | Tableau |
| 62 | 30/10/2023 | Rolex Paris Masters, Paris                                    | Masters 1000    | 5 779 335 €    | Dur (int.)   | Novak Djokovic          | Grigor Dimitrov         | 6-4, 6-3                  | Tableau |
| 63 | 05/11/2023 | Moselle Open, Metz                                            | ATP 250         | 562 815 €      | Dur (int.)   | Ugo Humbert             | Alexander Shevchenko    | 6-3, 6-3                  | Tableau |
| 64 | 05/11/2023 | Sofia Open, Sofia                                             | ATP 250         | 534 555 €      | Dur (int.)   | Adrian Mannarino        | Jack Draper             | 7-66, 2-6, 6-3            | Tableau |
| 65 | 12/11/2023 | Nitto ATP Finals, Turin                                       | Masters         | 15 000 000 $   | Dur (int.)   | Novak Djokovic          | Jannik Sinner           | 6-3, 6-3                  | Tableau |
| 66 | 28/11/2023 | Next Gen ATP Finals, Djeddah                                  | Next Gen Finals | 2 000 000 $    | Dur (int.)   | Hamad Medjedović        | Arthur Fils             | 36-4, 4-1, 4-2, 39-4, 4-1 | Tableau |

### Double
| No | Date       | Nom et lieu du tournoi                                       | Catégorie    | Dotation       | Surface      | Vainqueurs                               | Finalistes                                 | Score              |         |
| -- | ---------- | ------------------------------------------------------------ | ------------ | -------------- | ------------ | ---------------------------------------- | ------------------------------------------ | ------------------ | ------- |
| 1  | 01/01/2023 | Adelaide International 1 Adélaïde                            | ATP 250      | 642 735 $      | Dur (ext.)   | Lloyd Glasspool Harri Heliövaara         | Jamie Murray Michael Venus                 | 6-3, 7-63          | Tableau |
| 2  | 02/01/2023 | Tata Open Maharashtra Pune                                   | ATP 250      | 713 495 $      | Dur (ext.)   | Sander Gillé Joran Vliegen               | N. Sriram Balaji Jeevan Nedunchezhiyan     | 6-4, 6-4           | Tableau |
| 3  | 09/01/2023 | Adelaide International 2 Adélaïde                            | ATP 250      | 642 735 $      | Dur (ext.)   | Marcelo Arévalo Jean-Julien Rojer        | Ivan Dodig Austin Krajicek                 | Forfait            | Tableau |
| 4  | 09/01/2023 | ASB Classic Auckland                                         | ATP 250      | 642 735 $      | Dur (ext.)   | Nikola Mektić Mate Pavić                 | Nathaniel Lammons Jackson Withrow          | 6-4, 65-7, [10-6]  | Tableau |
| 5  | 16/01/2023 | Australian Open Melbourne                                    | G. Chelem    | 34 848 000 AU$ | Dur (ext.)   | Rinky Hijikata Jason Kubler              | Hugo Nys Jan Zieliński                     | 6-4, 7-64          | Tableau |
| 6  | 06/02/2023 | Open Sud de France-Montpellier Montpellier                   | ATP 250      | 562 815 €      | Dur (int.)   | Robin Haase Matwé Middelkoop             | Maxime Cressy Albano Olivetti              | 7-64, 4-6, [10-6]  | Tableau |
| 7  | 06/02/2023 | Córdoba Open Córdoba                                         | ATP 250      | 642 735 $      | Terre (ext.) | Máximo González Andrés Molteni           | Sadio Doumbia Fabien Reboul                | 6-4, 6-4           | Tableau |
| 8  | 06/02/2023 | Dallas Open Dallas                                           | ATP 250      | 737 170 $      | Dur (int.)   | Jamie Murray Michael Venus               | Nathaniel Lammons Jackson Withrow          | 1-6, 7-64, [10-7]  | Tableau |
| 9  | 13/02/2023 | ABN AMRO Open Rotterdam                                      | ATP 500      | 2 074 505 €    | Dur (int.)   | Ivan Dodig Austin Krajicek               | Rohan Bopanna Matthew Ebden                | 7-65, 2-6, [12-10] | Tableau |
| 10 | 13/02/2023 | Argentina Open Buenos Aires                                  | ATP 250      | 626 595 $      | Terre (ext.) | Simone Bolelli Fabio Fognini             | Nicolás Barrientos Ariel Behar             | 6-2, 6-4           | Tableau |
| 11 | 13/02/2023 | Delray Beach Open Delray Beach                               | ATP 250      | 642 735 $      | Dur (ext.)   | Marcelo Arévalo Jean-Julien Rojer        | Rinky Hijikata Reese Stalder               | 6-3, 6-4           | Tableau |
| 12 | 20/02/2023 | Rio Open presented by Claro Rio de Janeiro                   | ATP 500      | 2 013 940 $    | Terre (ext.) | Máximo González Andrés Molteni           | Juan Sebastián Cabal Marcelo Melo          | 6-1, 7-63          | Tableau |
| 13 | 20/02/2023 | Open 13 Provence Marseille                                   | ATP 250      | 707 510 €      | Dur (int.)   | Santiago González Édouard Roger-Vasselin | Nicolas Mahut Fabrice Martin               | 4-6, 7-64, [10-7]  | Tableau |
| 14 | 20/02/2023 | Qatar Exxonmobil Open Doha                                   | ATP 250      | 1 377 025 $    | Dur (ext.)   | Rohan Bopanna Matthew Ebden              | Constant Lestienne Botic van de Zandschulp | 65-7, 6-4, [10-6]  | Tableau |
| 15 | 27/02/2023 | Abierto Mexicano Telcel presentado por HSBC Acapulco         | ATP 500      | 2 013 940 $    | Dur (ext.)   | Alexander Erler Lucas Miedler            | Nathaniel Lammons Jackson Withrow          | 7-69, 7-63         | Tableau |
| 16 | 27/02/2023 | Dubaï Duty Free Tennis Championships Dubaï                   | ATP 500      | 2 855 495 $    | Dur (ext.)   | Maxime Cressy Fabrice Martin             | Lloyd Glasspool Harri Heliövaara           | 7-62, 6-4          | Tableau |
| 17 | 27/02/2023 | Movistar Chile Open Santiago                                 | ATP 250      | 642 735 $      | Terre (ext.) | Andrea Pellegrino Andrea Vavassori       | Thiago Seyboth Wild Matías Soto            | 6-4, 3-6, [12-10]  | Tableau |
| 18 | 08/03/2023 | BNP Paribas Open Indian Wells                                | Masters 1000 | 8 800 000 $    | Dur (ext.)   | Rohan Bopanna Matthew Ebden              | Wesley Koolhof Neal Skupski                | 6-3, 2-6, [10-8]   | Tableau |
| 19 | 22/03/2023 | Miami Open presented by Itaú Miami                           | Masters 1000 | 8 800 000 $    | Dur (ext.)   | Santiago González Édouard Roger-Vasselin | Austin Krajicek Nicolas Mahut              | 7-64, 7-5          | Tableau |
| 20 | 03/04/2023 | Fayez Sarofim & Co. US Men's Clay Court Championship Houston | ATP 250      | 642 735 $      | Terre (ext.) | Max Purcell Jordan Thompson              | Julian Cash Henry Patten                   | 4-6, 6-4, [10-5]   | Tableau |
| 21 | 03/04/2023 | Grand Prix Hassan II Marrakech                               | ATP 250      | 562 815 €      | Terre (ext.) | Marcelo Demoliner Andrea Vavassori       | Alexander Erler Lucas Miedler              | 6-4, 3-6, [12-10]  | Tableau |
| 22 | 03/04/2023 | Millenium Estoril Open Estoril                               | ATP 250      | 562 815 €      | Terre (ext.) | Sander Gillé Joran Vliegen               | Nikola Čačić Miomir Kecmanović             | 6-3, 6-4           | Tableau |
| 23 | 09/04/2023 | Rolex Monte-Carlo Masters Monte-Carlo                        | Masters 1000 | 5 779 335 €    | Terre (ext.) | Ivan Dodig Austin Krajicek               | Romain Arneodo Tristan-Samuel Weissborn    | 6-0, 4-6, [14-12]  | Tableau |
| 24 | 17/04/2023 | Barcelona Open Banc Sabadell Barcelone                       | ATP 500      | 2 722 480 €    | Terre (ext.) | Máximo González Andrés Molteni           | Wesley Koolhof Neal Skupski                | 6-3, 68-7, [10-4]  | Tableau |
| 25 | 17/04/2023 | Srpska Open Banja Luka                                       | ATP 250      | 562 815 €      | Terre (ext.) | Jamie Murray Michael Venus               | Francisco Cabral Aleksandr Nedovyesov      | 7-5, 6-2           | Tableau |
| 26 | 17/04/2023 | BMW Open by American Express Munich                          | ATP 250      | 562 815 €      | Terre (ext.) | Alexander Erler Lucas Miedler            | Kevin Krawietz Tim Pütz                    | 6-3, 6-4           | Tableau |
| 27 | 26/04/2023 | Mutua Madrid Open Madrid                                     | Masters 1000 | 7 705 780 €    | Terre (ext.) | Karen Khachanov Andrey Rublev            | Rohan Bopanna Matthew Ebden                | 6-3, 3-6, [10-3]   | Tableau |
| 28 | 10/05/2023 | Internazionali BNL d'Italia Rome                             | Masters 1000 | 7 705 780 €    | Terre (ext.) | Hugo Nys Jan Zieliński                   | Robin Haase Botic van de Zandschulp        | 7-5, 6-1           | Tableau |
| 29 | 21/05/2023 | Gonet Geneva Open Genève                                     | ATP 250      | 562 815 €      | Terre (ext.) | Jamie Murray Michael Venus               | Marcel Granollers Horacio Zeballos         | 7-66, 7-63         | Tableau |
| 30 | 21/05/2023 | Open Parc Auvergne-Rhône-Alpes Lyon Lyon                     | ATP 250      | 562 815 €      | Terre (ext.) | Rajeev Ram Joe Salisbury                 | Nicolas Mahut Matwé Middelkoop             | 6-0, 6-3           | Tableau |
| 31 | 28/05/2023 | Roland-Garros Paris                                          | G. Chelem    | 23 115 000 €   | Terre (ext.) | Ivan Dodig Austin Krajicek               | Sander Gillé Joran Vliegen                 | 6-3, 6-1           | Tableau |
| 32 | 12/06/2023 | Libema Open Bois-le-Duc                                      | ATP 250      | 673 630 €      | Gazon (ext.) | Wesley Koolhof Neal Skupski              | Gonzalo Escobar Aleksandr Nedovyesov       | 7-61, 6-2          | Tableau |
| 33 | 12/06/2023 | BOSS Open Stuttgart                                          | ATP 250      | 718 410 €      | Gazon (ext.) | Nikola Mektić Mate Pavić                 | Kevin Krawietz Tim Pütz                    | 7-62, 6-3          | Tableau |
| 34 | 19/06/2023 | Terra Wortmann Open Halle                                    | ATP 500      | 2 195 175 €    | Gazon (ext.) | Marcelo Melo John Peers                  | Simone Bolelli Andrea Vavassori            | 7-63, 3-6, [10-6]  | Tableau |
| 35 | 19/06/2023 | Cinch Championships Londres                                  | ATP 500      | 2 195 175 €    | Gazon (ext.) | Ivan Dodig Austin Krajicek               | Taylor Fritz Jiří Lehečka                  | 6-4, 65-7, [10-3]  | Tableau |
| 36 | 25/06/2023 | Mallorca Championships Majorque                              | ATP 250      | 915 630 €      | Gazon (ext.) | Yuki Bhambri Lloyd Harris                | Robin Haase Philipp Oswald                 | 6-3, 6-4           | Tableau |
| 37 | 25/06/2023 | Rothesay International Eastbourne                            | ATP 250      | 723 655 €      | Gazon (ext.) | Nikola Mektić Mate Pavić                 | Ivan Dodig Austin Krajicek                 | 6-4, 6-2           | Tableau |
| 38 | 03/07/2023 | The Championships Wimbledon                                  | G. Chelem    | 20 747 000 £   | Gazon (ext.) | Wesley Koolhof Neal Skupski              | Marcel Granollers Horacio Zeballos         | 6-4, 6-4           | Tableau |
| 39 | 17/07/2023 | Nordea Open Båstad                                           | ATP 250      | 562 815 €      | Terre (ext.) | Gonzalo Escobar Aleksandr Nedovyesov     | Francisco Cabral Rafael Matos              | 6-2, 6-2           | Tableau |
| 40 | 17/07/2023 | Infosys Hall of Fame Open Newport                            | ATP 250      | 642 735 $      | Gazon (ext.) | Nathaniel Lammons Jackson Withrow        | William Blumberg Max Purcell               | 6-3, 5-7, [10-5]   | Tableau |
| 41 | 17/07/2023 | EFG Swiss Open Gstaad Gstaad                                 | ATP 250      | 562 815 €      | Terre (ext.) | Dominic Stricker Stanislas Wawrinka      | Marcelo Demoliner Matwé Middelkoop         | 7-68, 6-2          | Tableau |
| 42 | 24/07/2023 | Hamburg European Open Hambourg                               | ATP 500      | 1 831 515 €    | Terre (ext.) | Kevin Krawietz Tim Pütz                  | Sander Gillé Joran Vliegen                 | 7-64, 6-3          | Tableau |
| 43 | 24/07/2023 | Plava Laguna Croatia Open Umag Umag                          | ATP 250      | 562 815 €      | Terre (ext.) | Blaž Rola Nino Serdarušić                | Simone Bolelli Andrea Vavassori            | 4-6, 7-62, [15-13] | Tableau |
| 44 | 24/07/2023 | Atlanta Open Atlanta                                         | ATP 250      | 737 170 $      | Dur (ext.)   | Nathaniel Lammons Jackson Withrow        | Max Purcell Jordan Thompson                | 7-63, 7-64         | Tableau |
| 45 | 31/07/2023 | Mubadala Citi DC Open Washington D.C.                        | ATP 500      | 2 013 940 $    | Dur (ext.)   | Máximo González Andrés Molteni           | Mackenzie McDonald Ben Shelton             | 64-7, 6-2, [10-6]  | Tableau |
| 46 | 31/07/2023 | Generali Open Kitzbühel                                      | ATP 250      | 562 815 €      | Terre (ext.) | Alexander Erler Lucas Miedler            | Gonzalo Escobar Aleksandr Nedovyesov       | 6-4, 6-4           | Tableau |
| 47 | 31/07/2023 | Mifel Tennis Open by Telcel Oppo Cabo San Lucas              | ATP 250      | 852 480 $      | Dur (ext.)   | Santiago González Édouard Roger-Vasselin | Andrew Harris Dominik Köpfer               | 6-4, 7-5           | Tableau |
| 48 | 07/08/2023 | National Bank Open presented by Rogers Toronto               | Masters 1000 | 6 600 000 $    | Dur (ext.)   | Marcelo Arévalo Jean-Julien Rojer        | Rajeev Ram Joe Salisbury                   | 6-3, 6-1           | Tableau |
| 49 | 13/08/2023 | Western & Southern Open Cincinnati                           | Masters 1000 | 6 600 000 $    | Dur (ext.)   | Máximo González Andrés Molteni           | Jamie Murray Michael Venus                 | 3-6, 6-1, [11-9]   | Tableau |
| 50 | 20/08/2023 | Winston-Salem Open Winston-Salem                             | ATP 250      | 760 930 $      | Dur (ext.)   | Nathaniel Lammons Jackson Withrow        | Lloyd Glasspool Neal Skupski               | 6-3, 6-4           | Tableau |
| 51 | 28/08/2023 | US Open Flushing Meadows                                     | G. Chelem    | 29 148 800 $   | Dur (ext.)   | Rajeev Ram Joe Salisbury                 | Rohan Bopanna Matthew Ebden                | 2-6, 6-3, 6-4      | Tableau |
| 52 | 20/09/2023 | Chengdu Open Chengdu                                         | ATP 250      | 1 152 805 $    | Dur (ext.)   | Sadio Doumbia Fabien Reboul              | Francisco Cabral Rafael Matos              | 4-6, 7-5, [10-7]   | Tableau |
| 53 | 20/09/2023 | Zhuhai Championships Zhuhai                                  | ATP 250      | 981 785 $      | Dur (ext.)   | Jamie Murray Michael Venus               | Nathaniel Lammons Jackson Withrow          | 6-4, 6-4           | Tableau |
| 54 | 27/09/2023 | Astana Open Astana                                           | ATP 250      | 1 017 850 $    | Dur (int.)   | Nathaniel Lammons Jackson Withrow        | Mate Pavić John Peers                      | 7-64, 7-67         | Tableau |
| 55 | 28/09/2023 | China Open Pékin                                             | ATP 500      | 3 633 875 $    | Dur (ext.)   | Ivan Dodig Austin Krajicek               | Wesley Koolhof Neal Skupski                | 612-7, 6-3, [10-5] | Tableau |
| 56 | 04/10/2023 | Rolex Shanghai Masters Shanghai                              | Masters 1000 | 8 800 000 $    | Dur (ext.)   | Marcel Granollers Horacio Zeballos       | Rohan Bopanna Matthew Ebden                | 5-7, 6-2, [10-7]   | Tableau |
| 57 | 16/10/2023 | Kinoshita Group Japan Open Tennis Championships Tokyo        | ATP 500      | 2 013 940 $    | Dur (ext.)   | Rinky Hijikata Max Purcell               | Jamie Murray Michael Venus                 | 6-4, 6-1           | Tableau |
| 58 | 16/10/2023 | European Open Anvers                                         | ATP 250      | 673 630 €      | Dur (int.)   | Pétros Tsitsipás Stéfanos Tsitsipás      | Ariel Behar Adam Pavlásek                  | 65-7, 6-4, [10-8]  | Tableau |
| 59 | 16/10/2023 | BNP Paribas Nordic Open Stockholm                            | ATP 250      | 673 630 €      | Dur (int.)   | Andrey Golubev Denys Molchanov           | Yuki Bhambri Julian Cash                   | 7-68, 6-2          | Tableau |
| 60 | 23/10/2023 | Swiss Indoors Basel Bâle                                     | ATP 500      | 2 196 000 €    | Dur (int.)   | Santiago González Édouard Roger-Vasselin | Hugo Nys Jan Zieliński                     | 68-7, 7-63, [10-1] | Tableau |
| 61 | 23/10/2023 | Erste Bank Open Vienne                                       | ATP 500      | 2 409 835 €    | Dur (int.)   | Rajeev Ram Joe Salisbury                 | Nathaniel Lammons Jackson Withrow          | 6-4, 5-7, [12-10]  | Tableau |
| 62 | 30/10/2023 | Rolex Paris Masters Paris                                    | Masters 1000 | 5 779 335 €    | Dur (int.)   | Santiago González Édouard Roger-Vasselin | Rohan Bopanna Matthew Ebden                | 6-2, 5-7, [10-7]   | Tableau |
| 63 | 05/11/2023 | Moselle Open Metz                                            | ATP 250      | 562 815 €      | Dur (int.)   | Hugo Nys Jan Zieliński                   | Constantin Frantzen Hendrik Jebens         | 6-4, 6-4           | Tableau |
| 64 | 05/11/2023 | Sofia Open Sofia                                             | ATP 250      | 534 555 €      | Dur (int.)   | Gonzalo Escobar Aleksandr Nedovyesov     | Julian Cash Nikola Mektić                  | 6-3, 3-6, [13-11]  | Tableau |
| 65 | 12/11/2023 | Nitto ATP Finals Turin                                       | Masters      | 15 000 000 $   | Dur (int.)   | Rajeev Ram Joe Salisbury                 | Marcel Granollers Horacio Zeballos         | 6-3, 6-4           | Tableau |

### Double mixte
| No | Date       | Nom et lieu du tournoi      | Catégorie | Dotation    | Surface      | Vainqueurs                     | Finalistes                     | Score            |         |
| -- | ---------- | --------------------------- | --------- | ----------- | ------------ | ------------------------------ | ------------------------------ | ---------------- | ------- |
| 1  | 16/01/2023 | Australian Open Melbourne   | G. Chelem | 650 000 AU$ | Dur (ext.)   | Luisa Stefani Rafael Matos     | Sania Mirza Rohan Bopanna      | 7-62, 6-2        | Tableau |
| 2  | 28/05/2023 | Roland-Garros Paris         | G. Chelem | 475 000 €   | Terre (ext.) | Miyu Kato Tim Pütz             | Bianca Andreescu Michael Venus | 4-6, 6-4, [10-6] | Tableau |
| 3  | 03/07/2023 | The Championships Wimbledon | G. Chelem | 448 000 £   | Gazon (ext.) | Lyudmyla Kichenok Mate Pavić   | Xu Yifan Joran Vliegen         | 6-4, 69-7, 6-3   | Tableau |
| 4  | 28/08/2023 | US Open Flushing Meadows    | G. Chelem | 679 200 $   | Dur (ext.)   | Anna Danilina Harri Heliövaara | Jessica Pegula Austin Krajicek | 6-3, 6-4         | Tableau |

### Compétitions par équipes
| | États-Unis                           | 4                             | -   | 0    | Italie |  |  |
| --- | ------------------------------------ | ----------------------------- | --- | ---- | ------ |  |  |
| Ken Rosewall Arena, Sydney |                                      |                               |     |      |        |  |  |
| 8 janvier 2023 sur dur (ext.) |                                      |                               |     |      |        |  |  |
| \| 1 \| \| Jessica Pegula \| 6 \| 6 \| \| \| \| \| 1 \| \| Martina Trevisan \| 4 \| 2 \| \| \| \| \| 2 \| \| Frances Tiafoe \| 6 \| \| \| \| \| \| 2 \| \| Lorenzo Musetti \| 2 \| ab. \| \| \| \| \| 3 \| \| Taylor Fritz \| 7 \| 7 \| \| \| \| \| 3 \| \| Matteo Berrettini \| 64 \| 6 \| \| \| \| \| \| \| \| \| \| \| \| \| \| 4 \| \| Madison Keys \| 6 \| 6 \| \| \| \| \| 4 \| \| Lucia Bronzetti \| 3 \| 2 \| \| \| \| \| \| \| \| \| \| \| \| \| \| 5 \| \| Jessica Pegula - Taylor Fritz \| Non \| joué \| \| \| \| \| 5 \| Martina Trevisan - Matteo Berrettini \| \| \| \| \| \| \| \| \| \| \| \| \| \| \| \| |                                      |                               |     |      |        |  |  |
| 1 |                                      | Jessica Pegula                | 6   | 6    |        |  |  |
| 1 |                                      | Martina Trevisan              | 4   | 2    |        |  |  |
| 2 |                                      | Frances Tiafoe                | 6   |      |        |  |  |
| 2 |                                      | Lorenzo Musetti               | 2   | ab.  |        |  |  |
| 3 |                                      | Taylor Fritz                  | 7   | 7    |        |  |  |
| 3 |                                      | Matteo Berrettini             | 64  | 6    |        |  |  |
| |                                      |                               |     |      |        |  |  |
| 4 |                                      | Madison Keys                  | 6   | 6    |        |  |  |
| 4 |                                      | Lucia Bronzetti               | 3   | 2    |        |  |  |
| |                                      |                               |     |      |        |  |  |
| 5 |                                      | Jessica Pegula - Taylor Fritz | Non | joué |        |  |  |
| 5 | Martina Trevisan - Matteo Berrettini |                               |     |      |        |  |  |
| |                                      |                               |     |      |        |  |  |

| 1 |                                      | Jessica Pegula                | 6   | 6    |  |  |  |
| 1 |                                      | Martina Trevisan              | 4   | 2    |  |  |  |
| 2 |                                      | Frances Tiafoe                | 6   |      |  |  |  |
| 2 |                                      | Lorenzo Musetti               | 2   | ab.  |  |  |  |
| 3 |                                      | Taylor Fritz                  | 7   | 7    |  |  |  |
| 3 |                                      | Matteo Berrettini             | 64  | 6    |  |  |  |
|   |                                      |                               |     |      |  |  |  |
| 4 |                                      | Madison Keys                  | 6   | 6    |  |  |  |
| 4 |                                      | Lucia Bronzetti               | 3   | 2    |  |  |  |
|   |                                      |                               |     |      |  |  |  |
| 5 |                                      | Jessica Pegula - Taylor Fritz | Non | joué |  |  |  |
| 5 | Martina Trevisan - Matteo Berrettini |                               |     |      |  |  |  |
|   |                                      |                               |     |      |  |  |  |

|  | Équipe 1 | Score | Équipe 2 |  |
|  | Croatie  | 2 – 0 | Suisse   |  |

| Ordre des matchs | Joueurs                     | Points au premier set | Points au second set | Points au troisième set |
| ---------------- | --------------------------- | --------------------- | -------------------- | ----------------------- |
| 1                | Donna Vekić                 | 6                     | 6                    |                         |
| 1                | Céline Naef                 | 3                     | 4                    |                         |
|                  |                             |                       |                      |                         |
| 2                | Borna Ćorić                 | 6                     | 6                    |                         |
| 2                | Leandro Riedi               | 1                     | 4                    |                         |
|                  |                             |                       |                      |                         |
| 3                | Donna Vekić - Borna Ćorić   | Non                   | joué                 |                         |
| 3                | Céline Naef - Leandro Riedi |                       |                      |                         |

|  | Équipe 1  | Score | Équipe 2 |  |
|  | Australie | 0 – 2 | Italie   |  |

| Ordre des matchs | Joueurs                         | Points au premier set | Points au second set | Points au troisième set |
| ---------------- | ------------------------------- | --------------------- | -------------------- | ----------------------- |
| 1                | Alexei Popyrin                  | 5                     | 6                    | 4                       |
| 1                | Matteo Arnaldi                  | 7                     | 2                    | 6                       |
|                  |                                 |                       |                      |                         |
| 2                | Alex de Minaur                  | 3                     | 0                    |                         |
| 2                | Jannik Sinner                   | 6                     | 6                    |                         |
|                  |                                 |                       |                      |                         |
| 3                | Matthew Ebden - Max Purcell     | Non                   | joué                 |                         |
| 3                | Simone Bolelli - Lorenzo Sonego |                       |                      |                         |

## Informations statistiques
Ne comptant pas au palmarès officiel des joueurs, les Next Generation ATP Finals ne figurent pas dans cette section.
| Catégorie        | Surface    | Surface | Surface | Total |
| Catégorie        | Dur (int.) | Terre   | Gazon   | Total |
| Grand Chelem     | 2          | 1       | 1       | 4     |
| ATP Finals       | 1 (1)      | 0       | 0       | 1     |
| ATP Masters 1000 | 6 (1)      | 3       | 0       | 9     |
| ATP 500          | 8 (3)      | 3       | 2       | 13    |
| ATP 250          | 19 (8)     | 14      | 5       | 38    |
| Total            | 36 (13)    | 21      | 8       | 65    |

### En simple
Mis à jour le 19/11/2023
| Joueur         | Période                    | Semaines | Cumul |
| -------------- | -------------------------- | -------- | ----- |
| Carlos Alcaraz | 1er janvier - 29 janvier   | 4        | 4     |
| Novak Djokovic | 30 janvier - 19 mars       | 7        | 7     |
| Carlos Alcaraz | 20 mars - 2 avril          | 2        | 6     |
| Novak Djokovic | 3 avril - 21 mai           | 7        | 14    |
| Carlos Alcaraz | 22 mai - 11 juin           | 3        | 9     |
| Novak Djokovic | 12 juin - 25 juin          | 2        | 16    |
| Carlos Alcaraz | 26 juin - 10 septembre     | 11       | 20    |
| Novak Djokovic | 11 septembre - 31 décembre | 16       | 32    |

| Joueur                  | Nombre | Titre(s)                                                                               |
| ----------------------- | ------ | -------------------------------------------------------------------------------------- |
| Novak Djokovic          | 7      | Adélaïde 1, Open d'Australie, Roland-Garros, Cincinnati, US Open, Paris-Bercy, Masters |
| Carlos Alcaraz          | 6      | Buenos Aires, Indian Wells, Barcelone, Madrid, Queen's, Wimbledon                      |
| Daniil Medvedev         | 5      | Rotterdam, Doha, Dubaï, Miami, Rome                                                    |
| Jannik Sinner           | 4      | Montpellier, Toronto, Pékin, Vienne                                                    |
| Adrian Mannarino        | 3      | Newport, Astana, Sofia                                                                 |
| Sebastián Báez          | 3      | Córdoba, Kitzbühel, Winston-Salem                                                      |
| Taylor Fritz            | 2      | Delray Beach, Atlanta                                                                  |
| Tallon Griekspoor       | 2      | Pune, Bois-le-Duc                                                                      |
| Alexander Bublik        | 2      | Halle, Anvers                                                                          |
| Hubert Hurkacz          | 2      | Marseille, Shanghai                                                                    |
| Nicolás Jarry           | 2      | Santiago, Genève                                                                       |
| Andrey Rublev           | 2      | Monte-Carlo, Båstad                                                                    |
| Frances Tiafoe          | 2      | Houston, Stuttgart                                                                     |
| Alexander Zverev        | 2      | Hambourg, Chengdu                                                                      |
| Pedro Cachín            | 1      | Gstaad                                                                                 |
| Roberto Carballés Baena | 1      | Marrakech                                                                              |
| Ugo Humbert             | 1      | Metz                                                                                   |
| Francisco Cerúndolo     | 1      | Eastbourne                                                                             |
| Alex de Minaur          | 1      | Acapulco                                                                               |
| Christopher Eubanks     | 1      | Majorque                                                                               |
| Daniel Evans            | 1      | Washington                                                                             |
| Ben Shelton             | 1      | Tokyo                                                                                  |
| Arthur Fils             | 1      | Lyon                                                                                   |
| Richard Gasquet         | 1      | Auckland                                                                               |
| Félix Auger-Aliassime   | 1      | Bâle                                                                                   |
| Karen Khachanov         | 1      | Zhuhai                                                                                 |
| Kwon Soon-woo           | 1      | Adélaïde 2                                                                             |
| Gaël Monfils            | 1      | Stockholm                                                                              |
| Dušan Lajović           | 1      | Banja Luka                                                                             |
| Cameron Norrie          | 1      | Rio de Janeiro                                                                         |
| Alexei Popyrin          | 1      | Umag                                                                                   |
| Holger Rune             | 1      | Munich                                                                                 |
| Casper Ruud             | 1      | Estoril                                                                                |
| Stéfanos Tsitsipás      | 1      | Cabo San Lucas                                                                         |
| Wu Yibing               | 1      | Dallas                                                                                 |

| Joueur              | Début de carrière | Premier titre |
| ------------------- | ----------------- | ------------- |
| Pedro Cachín        | 2013              | Gstaad        |
| Christopher Eubanks | 2017              | Majorque      |
| Arthur Fils         | 2021              | Lyon          |
| Tallon Griekspoor   | 2015              | Pune          |
| Wu Yibing           | 2017              | Dallas        |
| Ben Shelton         | 2022              | Tokyo         |

| Pays         | Total | Nombre par surface | Nombre par surface | Nombre par surface | Titre(s)                                                                                           |
| Pays         | Total | Dur                | Terre              | Gazon              | Titre(s)                                                                                           |
| Serbie       | 8     | 6                  | 2                  | 0                  | Adélaïde 1, Open d'Australie, Banja Luka, Roland-Garros, Cincinnati, US Open, Paris-Bercy, Masters |
| Espagne      | 7     | 1                  | 4                  | 2                  | Buenos Aires, Indian Wells, Marrakech, Barcelone, Madrid, Queen's, Wimbledon                       |
| France       | 7     | 5                  | 1                  | 1                  | Auckland, Lyon, Newport, Astana, Stockholm, Sofia, Metz                                            |
| États-Unis   | 6     | 3                  | 1                  | 2                  | Delray Beach, Houston, Stuttgart, Majorque, Atlanta, Tokyo                                         |
| Argentine    | 5     | 1                  | 3                  | 1                  | Córdoba, Eastbourne, Gstaad, Kitzbühel, Winston-Salem                                              |
| Italie       | 4     | 4                  | 0                  | 0                  | Montpellier, Toronto, Pékin, Vienne                                                                |
| Allemagne    | 2     | 1                  | 1                  | 0                  | Hambourg, Chengdu                                                                                  |
| Australie    | 2     | 1                  | 1                  | 0                  | Acapulco, Umag                                                                                     |
| Chili        | 2     | 0                  | 2                  | 0                  | Santiago, Genève                                                                                   |
| Kazakhstan   | 2     | 1                  | 0                  | 1                  | Halle, Anvers                                                                                      |
| Pays-Bas     | 2     | 1                  | 0                  | 1                  | Pune, Bois-le-Duc                                                                                  |
| Pologne      | 2     | 2                  | 0                  | 0                  | Marseille, Shanghai                                                                                |
| Royaume-Uni  | 2     | 1                  | 1                  | 0                  | Rio de Janeiro, Washington                                                                         |
| Canada       | 1     | 1                  | 0                  | 0                  | Bâle                                                                                               |
| Chine        | 1     | 1                  | 0                  | 0                  | Dallas                                                                                             |
| Corée du Sud | 1     | 1                  | 0                  | 0                  | Adélaïde 2                                                                                         |
| Danemark     | 1     | 0                  | 1                  | 0                  | Munich                                                                                             |
| Grèce        | 1     | 1                  | 0                  | 0                  | Cabo San Lucas                                                                                     |
| Norvège      | 1     | 0                  | 1                  | 0                  | Estoril                                                                                            |

### En double
Mis à jour le 18/11/2023
| Joueur                      | Période                    | Semaines | Cumul |
| --------------------------- | -------------------------- | -------- | ----- |
| Wesley Koolhof Neal Skupski | 1er janvier - 15 janvier   | 2        | 2     |
| Rajeev Ram                  | 16 janvier - 29 janvier    | 2        | 2     |
| Wesley Koolhof Neal Skupski | 30 janvier - 19 février    | 3        | 5     |
| Rajeev Ram                  | 20 février - 5 mars        | 2        | 4     |
| Wesley Koolhof Neal Skupski | 6 mars - 11 juin           | 14       | 19    |
| Austin Krajicek             | 12 juin - 18 juin          | 1        | 1     |
| Wesley Koolhof Neal Skupski | 19 juin - 25 juin          | 1        | 20    |
| Austin Krajicek             | 26 juin - 16 juillet       | 3        | 4     |
| Wesley Koolhof Neal Skupski | 17 juillet - 27 août       | 7        | 27    |
| Neal Skupski                | 28 août - 10 septembre     | 2        | 2     |
| Austin Krajicek             | 11 septembre - 31 décembre | 16       | 20    |

| Joueur                 | Nombre | Titres                                                     |
| ---------------------- | ------ | ---------------------------------------------------------- |
| Máximo González        | 5      | Córdoba, Rio de Janeiro, Barcelone, Washington, Cincinnati |
| Andrés Molteni         | 5      | Córdoba, Rio de Janeiro, Barcelone, Washington, Cincinnati |
| Santiago González      | 5      | Marseille, Miami, Cabo San Lucas, Bâle, Paris-Bercy        |
| Édouard Roger-Vasselin | 5      | Marseille, Miami, Cabo San Lucas, Bâle, Paris-Bercy        |
| Ivan Dodig             | 5      | Rotterdam, Monte-Carlo, Roland-Garros, Queen's, Pékin      |
| Austin Krajicek        | 5      | Rotterdam, Monte-Carlo, Roland-Garros, Queen's, Pékin      |
| Jamie Murray           | 4      | Dallas, Banja Luka, Genève, Zhuhai                         |
| Michael Venus          | 4      | Dallas, Banja Luka, Genève, Zhuhai                         |
| Rajeev Ram             | 4      | Lyon, US Open, Vienne, Masters                             |
| Joe Salisbury          | 4      | Lyon, US Open, Vienne, Masters                             |
| Nathaniel Lammons      | 4      | Newport, Atlanta, Winston-Salem, Astana                    |
| Jackson Withrow        | 4      | Newport, Atlanta, Winston-Salem, Astana                    |
| Marcelo Arévalo        | 3      | Adélaïde 2, Delray Beach, Toronto                          |
| Alexander Erler        | 3      | Acapulco, Munich, Kitzbühel                                |
| Nikola Mektić          | 3      | Auckland, Stuttgart, Eastbourne                            |
| Lucas Miedler          | 3      | Acapulco, Munich, Kitzbühel                                |
| Mate Pavić             | 3      | Auckland, Stuttgart, Eastbourne                            |
| Jean-Julien Rojer      | 3      | Adélaïde 2, Delray Beach, Toronto                          |
| Rohan Bopanna          | 2      | Doha, Indian Wells                                         |
| Matthew Ebden          | 2      | Doha, Indian Wells                                         |
| Hugo Nys               | 2      | Rome, Metz                                                 |
| Rinky Hijikata         | 2      | Open d'Australie, Tokyo                                    |
| Jan Zieliński          | 2      | Rome, Metz                                                 |
| Sander Gillé           | 2      | Pune, Estoril                                              |
| Gonzalo Escobar        | 2      | Båstad, Sofia                                              |
| Wesley Koolhof         | 2      | Bois-le-Duc, Wimbledon                                     |
| Max Purcell            | 2      | Houston, Tokyo                                             |
| Aleksandr Nedovyesov   | 2      | Båstad, Sofia                                              |
| Neal Skupski           | 2      | Bois-le-Duc, Wimbledon                                     |
| Andrea Vavassori       | 2      | Santiago, Marrakech                                        |
| Joran Vliegen          | 2      | Pune, Estoril                                              |

| Joueur               | Début de carrière | Premier titre    |
| -------------------- | ----------------- | ---------------- |
| Yuki Bhambri         | 2008              | Majorque         |
| Maxime Cressy        | 2019              | Dubaï            |
| Sadio Doumbia        | 2008              | Chengdu          |
| Lloyd Harris         | 2015              | Majorque         |
| Rinky Hijikata       | 2021              | Open d'Australie |
| Karen Khachanov      | 2013              | Madrid           |
| Jason Kubler         | 2010              | Open d'Australie |
| Aleksandr Nedovyesov | 2005              | Båstad           |
| Andrea Pellegrino    | 2016              | Santiago         |
| Fabien Reboul        | 2013              | Chengdu          |
| Blaž Rola            | 2013              | Umag             |
| Nino Serdarušić      | 2014              | Umag             |
| Andrey Golubev       | 2005              | Stockholm        |
| Pétros Tsitsipás     | 2019              | Anvers           |

| Pays             | Nombre | Titres |
| ---------------- | ------ | --- |
| États-Unis       | 14     | Rotterdam, Dubaï, Monte-Carlo, Lyon, Roland-Garros, Queen's, Newport, Atlanta, Winston-Salem, US Open, Astana, Pékin, Vienne, Masters |
| Royaume-Uni      | 11     | Adélaïde 1, Dallas, Banja Luka, Genève, Lyon, Bois-le-Duc, Wimbledon, US Open, Zhuhai, Vienne, Masters                                |
| Croatie          | 9      | Auckland, Rotterdam, Monte-Carlo, Roland-Garros, Stuttgart, Queen's, Eastbourne, Umag, Pékin                                          |
| France           | 7      | Marseille, Dubaï, Miami, Cabo San Lucas, Chengdu, Bâle, Paris-Bercy                                                                   |
| Argentine        | 6      | Córdoba, Rio de Janeiro, Barcelone, Washington, Cincinnati, Shanghai                                                                  |
| Australie        | 6      | Open d'Australie, Doha, Indian Wells, Houston, Halle, Tokyo                                                                           |
| Pays-Bas         | 6      | Adélaïde 2, Montpellier, Delray Beach, Bois-le-Duc, Wimbledon, Toronto                                                                |
| Mexique          | 5      | Marseille, Miami, Cabo San Lucas, Bâle, Paris-Bercy                                                                                   |
| Nouvelle-Zélande | 4      | Dallas, Banja Luka, Genève, Zhuhai |
| Autriche         | 3      | Acapulco, Munich, Kitzbühel |
| Inde             | 3      | Doha, Indian Wells, Majorque |
| Italie           | 3      | Buenos Aires, Santiago, Marrakech |
| Salvador         | 3      | Adélaïde 2, Delray Beach, Toronto |
| Kazakhstan       | 3      | Båstad, Stockholm, Sofia |
| Belgique         | 2      | Pune, Estoril |
| Brésil           | 2      | Marrakech, Halle |
| Équateur         | 2      | Båstad, Sofia |
| Monaco           | 2      | Rome, Metz |
| Pologne          | 2      | Rome, Metz |
| Afrique du Sud   | 1      | Majorque |
| Allemagne        | 1      | Hambourg |
| Espagne          | 1      | Shanghai |
| Finlande         | 1      | Adélaïde 1 |
| Grèce            | 1      | Anvers |
| Slovénie         | 1      | Umag |
| Suisse           | 1      | Gstaad |
| Ukraine          | 1      | Stockholm |

## Retraits du circuit
Date du dernier match ou de l'annonce entre parenthèses
- Thomaz Bellucci (22/02/2023)[6]
- Thomas Fabbiano (17/03/2023)[7]
- Matthias Bachinger (17/04/2023)[8]
- Feliciano López (29/06/2023)[9]
- Jérémy Chardy (07/07/2023)[10]
- Yuichi Sugita (14/07/2023)[11]
- Malek Jaziri (19/07/2023)[12]
- Treat Huey (30/07/2023)[13]
- Bradley Klahn (15/08/2023)[14]
- Mikael Ymer (25/08/2023)[15]
- John Isner (31/08/2023)[16]
- Jack Sock (01/09/2023)[16]
- Juan Sebastián Cabal (15/09/2023)[17]
- Robert Farah (15/09/2023)[17]
- Guido Pella (17/09/2023)[18]
- Pedro Sousa (05/10/2023)[19]
- Peter Gojowczyk (04/11/2023)[20]
- Pablo Andújar (21/11/2023)[21]

### Retour
- Kevin Anderson (07/07/2023)[22]